# Hamish Clark
Hamish Clark (26 juli 1965, Broughty Ferry, Dundee) is een Schots acteur. Hij is vooral bekend van zijn rol als Duncan McKay in de Britse televisieserie Monarch of the Glen (BBC).

## Filmografie
- After the Rain (2006) als Yvan
- Small Fish (2006) (televisieserie) als Marcus (pilot episode)
- Blessed (2005) (televisieserie) als The Green Planet Man (episode 3)
- The Only Boy For Me (2004) als Barney
- Monarch of the Glen (1999) (televisieserie) als Duncan McKay (Series 1-7) (1999-2005)
- Piggy Bank (1999) als Karl
- Martha, Meet Frank, Daniel and Laurence ook wel The Very Thought of You (1998) als Sven (steward)
- Sentimental Education (1998) als Rufus
- Bring Me the Head of Mavis Davis (1997) als John (presentator)
- My Wonderful Life (1997) (televisieserie) als Roger Graham

## Theater
- The Agent (2007) van Martin Wagner in The Old Red Lion Theatre, London als Alexander
- Donkeys' Years (2006) van Michael Frayn in the Comedy Theatre, London als Quine
- Phallacy (2005) van Carl Djerassi in New End Theatre, Hampstead als Otto

## Advertenties
- Speak Up For Broadband - Highlands & Islands of Scotland Regional development board (2003), TV reclame
- Vodafone (UK) (1998-2001), TV reclame & geprinte media
- Brand bier (1999), TV reclame